# Kapelle St. Nikolaus (Brachthausen)

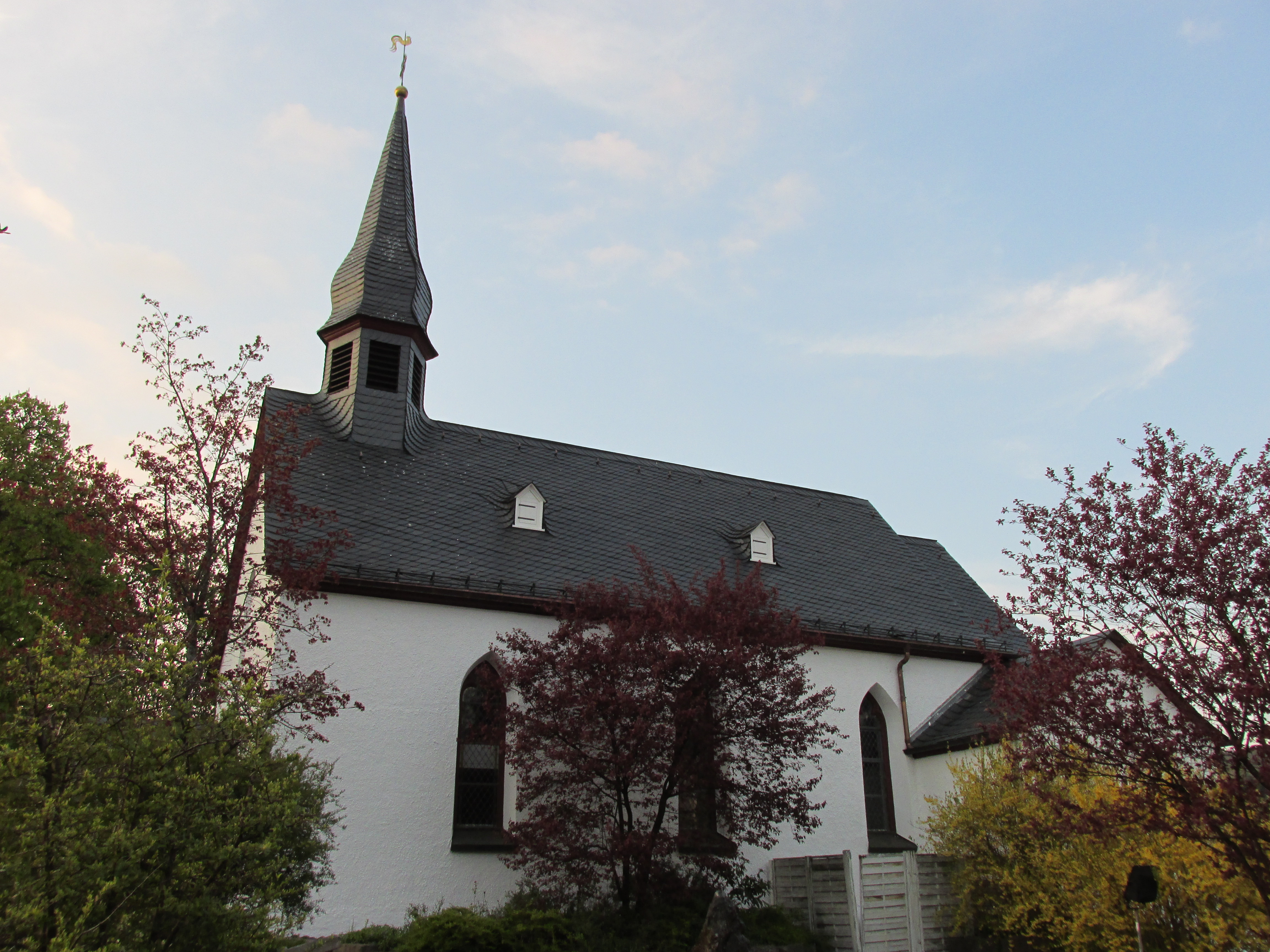
Kapelle St. Nikolaus Brachthausen (2014)

Die römisch-katholische Kapelle St. Nikolaus ist ein Baudenkmal in Brachthausen, einem Dorf in der Gemeinde Kirchhundem.

## Geschichte
Aufgrund der Lage Brachthausens am Kriegerweg, einer mittelalterlichen Handelsroute, fand hier schon lange eine Verehrung des heiligen Nikolaus von Myra, unter anderem der Schutzpatron der Händler, statt. So findet man bereits erste Belege einer Kapelle in Brachthausen zu Ehren des heiligen Nikolaus in den Jahren 1613 und 1628. Diese Kapelle musste jedoch im Jahre 1801 nach mehreren Reparaturen aufgrund ihrer Baufälligkeit abgerissen werden. 1810 konnte nach der Auflösung der Karmelitenklausur in Einsiedelei bei Oberveischede ein barocker Altar ersteigert werden, welcher sich noch heute in der Kapelle befindet. Nachdem eine Sakristei errichtet sowie der Chorraum mit einem Gewölbe ausgestattet worden war, wurde die Kapelle am  9. September 1884 geweiht; 1914 erhielt sie eine neue Glocke, die jedoch 1942 eingeschmolzen wurde. 1955 brach man den alten Dachreiter ab und errichtete den aktuellen nach historischem Vorbild; zuvor war ein eigener Glockenturm geplant, der jedoch der Kosten wegen nie realisiert wurde.

## Gebäude
Die Kapelle ist im neogotischen Stil errichtet. Das Kirchenschiff wird durch sechs spitzbogige Fenster und der Chor durch zwei kleinere Fenster erhellt. An den Abschlusswänden zum Chor befinden sich zwei Figuren des Franz Xaver und der Agatha von Catania.

## Orgel
Auf der Orgelbühne steht eine kleinere Orgel aus dem Jahr 1932, gebaut durch Ernst Tennstädt, jedoch stammen einige Pfeifen aus einer älteren Kirche aus Paderborn. Von dort stammt zudem der barocke Orgelprospekt, von dem weder der Hersteller noch das Entstehungsjahr bekannt sind.
Die Orgel ist mit 8 Registern ausgestattet:
Manual (C–f³)
- Prinzipal 8'
- Gamba 8' (ab g¹)
- Salicional 8'
- Gedackt 8'
- Octave 4'
- Rohrflöte 4'
- Mixtur 3f. 2'

Pedal (C–c¹)
angehängt